# Bank BGŻ Professional Cycling Team
Bank BGŻ ist ein ehemaliges polnisches Radsportteam mit Sitz in Warschau.
Bank BGŻ war ein Continental Team, das hauptsächlich an Rennen der UCI Europe Tour teilnahm. Manager war zuletzt Zbigniew Szczepkowski, der von Szymon Krotosz und Łukasz Dudala als Sportlichen Leitern unterstützt wurde. Sponsor des Teams war ab 2011 die Bank Gospodarki Żywnościowej, kurz BGŻ, die sich Ende der Saison 2013 aus dem Sponsoring zurückzog was zur Auflösung des Teams führte.

## Saison 2013

### Erfolge in der UCI Europe Tour
In der Saison 2013 gelangen dem Team nachstehende Erfolge in der UCI Europe Tour.
| Datum    | Rennen                       | Kat. | Fahrer        |
| -------- | ---------------------------- | ---- | ------------- |
| 14. Juni | 2. Etappe Tour of Małopolska | 2.2  | Łukasz Bodnar |

### Abgänge – Zugänge
| Zugänge          | Team 2012            | Abgänge                       | Team 2013 |
| ---------------- | -------------------- | ----------------------------- | --------- |
| Dariusz Batek    | CCC Polsat Polkowice | Piotr Sztobryn                | Unbekannt |
| Mieszko Bulik    | Neoprofi             | Patryk Komisarek (bis 28.06.) | Unbekannt |
| Patryk Komisarek | Neoprofi             |                               |           |
| Mateusz Nowaczek | Neoprofi             |                               |           |
| Adrian Tekliński | Neoprofi             |                               |           |

### Mannschaft
| Name              | Geburtstag       | Nationalität | Team 2014              |
| ----------------- | ---------------- | ------------ | ---------------------- |
| Dariusz Batek     | 27. April 1986   | Polen        | Sante-BSA Whitsle Team |
| Łukasz Bodnar     | 10. Mai 1982     | Polen        | ActiveJet Team         |
| Paweł Brylowski   | 29. Juni 1989    | Polen        | ActiveJet Team         |
| Mieszko Bulik     | 19. Juli 1990    | Polen        |                        |
| Paweł Cieślik     | 12. April 1986   | Polen        | Bauknecht-Author       |
| Konrad Czajkowski | 11. Februar 1988 | Polen        |                        |
| Błażej Janiaczyk  | 27. Januar 1983  | Polen        | BDC Marcpol            |
| Mateusz Nowaczek  | 13. März 1991    | Polen        | LMG KK Ziemia Brzeska  |
| Michał Podlaski   | 13. Mai 1988     | Polen        | ActiveJet Team         |
| Tomasz Smoleń     | 3. Februar 1983  | Polen        | Wibatech Fuji Żory     |
| Adam Stachowiak   | 10. Juli 1989    | Polen        | BDC Marcpol            |
| Adrian Tekliński  | 3. November 1989 | Polen        | LMG KK Ziemia Brzeska  |
| Mariusz Witecki   | 10. Mai 1981     | Polen        | Mexller                |

## Saison 2009

### Erfolge in der UCI Europe Tour
In der Saison 2009 gelangen dem Team nachstehende Erfolge in der UCI Europe Tour.
| Datum        | Rennen                           | Kat. | Fahrer           |
| ------------ | -------------------------------- | ---- | ---------------- |
| 5. Juni      | 4. Etappe Bałtyk-Karkonosze Tour | 2.2  | Mateusz Komar    |
| 18. Juni     | 1. Etappe Tour of Małopolska     | 2.2  | Artur Detko      |
| 17.–20. Juni | Gesamtwertung Tour of Małopolska | 2.2  | Artur Detko      |
| 28. Juli     | Prolog Dookoła Mazowsza          | 2.2  | Dariusz Rudnicki |

## Platzierungen in UCI-Ranglisten
UCI Africa Tour
| Saison    | Mannschaftswertung | Fahrerwertung |
| --------- | ------------------ | ------------- |
| 2007      | 12.                |               |
| 2008      |                    |               |
| 2009-2013 | -                  | -             |

UCI Europe Tour
| Saison | Mannschaftswertung | Fahrerwertung             |
| ------ | ------------------ | ------------------------- |
| 2007   | 16.                |                           |
| 2008   |                    |                           |
| 2009   | 48.                | Robert Radosz (160.)      |
| 2010   |                    |                           |
| 2011   | 80.                | Krzysztof Jeżowski (264.) |
| 2012   | 38.                | Tomasz Smoleń (66.)       |
| 2013   | 50.                | Łukasz Bodnar (123.)      |